# Main Street (Gibraltar)
Main Street (literalmente, Calle Principal; antiguamente, en castellano, Calle Real) es la calle principal de Gibraltar, un territorio británico de ultramar.
Main Street es reconocida hoy como la principal calle comercial de Gibraltar y la zona comercial. Se extiende a lo largo de 1 kilómetro aproximadamente de norte a sur por el casco antiguo, que es peatonal y llena de edificios de una mezcla de estilos genoveses, portugueses, andaluces, moriscos y estilos británicos como Regency, la mayoría de los cuales tienen tiendas en la planta baja. Los pisos superiores ofrecen alojamiento residencial o de oficinas. Los turistas y los visitantes encontrarán una gran variedad de tiendas, con un aire británico.
El final de la calle en su parte norte, denominado Casemates' Square, constituye la frontera de iure entre España y Reino Unido; sin embargo, la valla física está colocada más de un kilómetro y medio al norte de este punto.
Ciudad de Irlanda es uno de los principales subdistritos de la calle y fue nombrado en el siglo XIX, cuando Gibraltar fue dividida en cuatro partes diferentes.
El centro de la ciudad de Gibraltar está muy protegido por la Fundación del Patrimonio de Gibraltar y es parte de un programa de restauración continua.
Entre los edificios más relevantes de esta calle, destacan: la Catedral de Santa María la Coronada y el Ayuntamiento de Gibraltar.
- Datos: Q1042622
- Multimedia: Main Street, Gibraltar / Q1042622